# 予戒令
予戒令（よかいれい）とは、廃止された日本の法令である。1892年（明治25年）1月25日公布、即日施行。

この勅令は、1914年（大正3年）1月20日に「予戒令廃止ノ件」（大正3年1月20日勅令第4号）によって廃止された。

## 沿革
- 1892年（明治25年）1月28日
第1次松方内閣において、「予戒令」（明治25年1月28日勅令第11号）が公布（緊急勅令）、即日施行
- 1913年（大正2年）12月20日
第1次山本内閣において、「予戒令廃止ノ件」の草案が枢密院の審議に付される
- 1914年（大正3年）1月20日
「予戒令廃止ノ件」（大正3年1月20日勅令第4号）の施行によって「予戒令」が廃止

## 概要
予戒令は浮浪者や無産者、集会の妨害行為、他人の業務に干渉する者の取締を目的に制定された勅令である。具体的には、予戒令各条項に規定された罪を犯した者に対して、警視庁の長である警視総監、内務省北海道庁の長である北海道庁長官、官選の府県知事に、「予戒命令」を発する権限を与えて、これを処罰した。

### 選挙干渉との関連性
予戒令の公布及び施行日の約3週間後、1892年（明治25年）2月15日に第2回衆議院議員総選挙が行われた。この選挙では、第1次松方内閣の品川弥二郎内務大臣と白根専一内務次官らを中心として、内務省が大規模な選挙干渉を行ったことで知られている。この選挙干渉では民党候補者および支援者に対して、保安条例や集会及政社法などの治安立法の適用が行われ、選挙運動から発展した抗争により、複数の府県で死傷者を出す事態が起きた。
予戒令の制定目的は、近時において多発する「政談集会ヲ妨害シ議会議員ヲ脅迫スル…人民ニ対シ警察上ノ監督」を行う必要があることを挙げている。しかし、予戒令が選挙実施の直近に公布施行された事実から、政府が選挙運動に対する準備として本令を制定したものと指摘する意見がある。なお、府県知事などの地方官によって、民党候補者および支持者を対象とした予戒令の運用がされた事件が起きたことがあった。

### 民党による廃案運動
予戒令は、施行および公布の年である1892年（明治25年）から、1914年（大正3年）に廃止される約22年間に渡って存続していたが、その期間において予戒令の廃案運動は複数回発生している。本項目では、民党による予戒令の廃案運動を採り上げる。自由党や立憲改進党などの衆議院の民党各派は予戒令の廃止を目指し、第4回、第8回、第10回、第12回および第13回帝国議会衆議院において、予戒令廃止の「建議」を5回提出し、いずれも民党各派多数の衆議院において可決されている。
衆議院で過去5回に予戒令廃止の建議が可決したにもかかわらず、約22年間に渡って予戒令が存続した理由については「予戒令の廃止」にて後述し、ここでは、大日本帝国憲法における「建議」の性質について詳述する。
大日本帝国憲法第40条では、衆議院および貴族院の権能の1つに、法律または事件に関する議院の意見を政府に対して表明する手段として、「建議」を提出する権能を定めていた。しかしながら、政府に提出された「建議」は政府に対して何らかの措置を講じさせる法的拘束力が存在しなかったため、この建議は政府に対する議院の意見表明や問題追及としての手段以上の権能を有していなかった。つまり、衆議院で可決された決議が直接、予戒令を廃止する効力を持たなかったために、予戒令は1914年（大正3年）にこれを廃止する勅令が発せられるまで、その効力が存続していた。

### 予戒令の問題点

#### 「憲法違反ノ法」
1892年（明治25年）1月25日に予戒令が公布および施行される以前、この勅令案を枢密院で審議する段階において、伊東巳代治枢密院書記官長は予戒命令の効力である「適法な生業又は業務に従事すること（第2条第1号）」「集会の妨害行為を禁止させること（第2条第2号）」が、大日本帝国憲法第22条の定める居住及移転ノ自由、同法第27条第1項に由来する営業ノ自由、同法第29条の集会ノ自由の文言に抵触する可能性を指摘した。
これは、各法条にある「法律ノ範囲内ニ於テ」の「法律」の意味が、国民代表議会である帝国議会が制定した「法律」又は「その法律によって委任された命令」を意味し、予戒令は帝国憲法第9条の定める「勅令（独立命令）」である以上、行政機関の権限によって人民の権利義務を制約することは憲法違反である可能性が指摘されたためであった。しかしながら、予戒令が定める制限は「原案ノ骨子ナレハ之ヲ除去スルコトヲ得ス」として、伊東巳代治は勅令の成立に肯定的な意見を付託した。
また、内閣顧問として活躍したドイツ人のヘルマン・ロエスレルは、予戒令の審議における参考意見としての答議を残している。ロエスレルは、予戒令第2条各号の予戒命令の規定に関し、強制的に生業または職業に従事させることの適法性についての疑問を呈しながら、「公共並ニ国家ノ利益の為ニ…禁遏（きんあつ）スルヲ得ヘシ」と判断し、勅令制定の正当性を挙げた。
民党側も予戒令の各法条が帝国憲法に抵触しているという認識を持っており、第4回帝国議会に提出された「予戒令廃止ノ建議」では、予戒令第3条の予戒命令を受けた者の住居変更報告義務に関して、帝国憲法第22条の「居住及移転ノ自由」を軽んじる「憲法違反ノ法」であるとの批判を加え、予戒令の即時廃止を主張した。

#### 「法令」の構造
「法令」は大きく分けて国民の代表議会が制定する「法律」と国の行政機関が定める法規範である「命令」の2つから成り立っている。「法律」には国家の組織と権限、統治に関わる基本原理を規定した「憲法」と国民代表議会が制定する「法律」が含まれている。行政機関が定める法規範である「命令」は国民の権利義務に直接関わる事項について規定した「法規命令」と行政機関内部における職員に対する業務命令、事務処理に関わる命令（「訓令」「通達」）等の「行政規則」から構成される。詳細は法令を参照

#### 大日本帝国憲法における「勅令」
大日本帝国憲法において、前記の「法規命令」や「行政規則」のほかに規定された特殊な「命令」が存在していた。それは「勅令」という法形式である。

「勅令」は大日本帝国憲法第8条及び第9条で定められており、第8条は緊急時に法律に代わるものとして発せられる「緊急勅令」（緊急命令）、第9条は立法権の例外として行政機関の権限によって発せられる「勅令」（独立命令）を規定していた。
大日本帝国憲法第8条
「緊急勅令」は、天皇が「公共の安寧を保持し」又は「災厄を避ける為」等の「緊急の必要」があり、かつ、帝国議会 が閉会している時に法律に代わって勅令を発する権限を有すると定めていた。その効力は、次の会期における議会の承諾を得た場合のみ、将来に渡って継続することができるとした。
帝国憲法第8条に基づく「緊急勅令」の例としては、田中義一内閣において公布された治安維持法（大正14年4月22日法律第46号）の全面改正法である「治安維持法中改正ノ件」（昭和3年6月29日勅令第129号）が挙げられる。
大日本帝国憲法第9条
「勅令」は、天皇が「法律を執行する為」又は「公共の安寧秩序を保持し」及び「臣民の幸福を増進する為」に必要な命令を発する権限を有すると定めていた。
法律や勅令などの立法権は天皇に由来し、天皇は内閣に法律案を起草させ、または議会の提案により衆貴両院の同意を経て、立法を行うことができるとされていた（大日本帝国憲法第5条）。なお、実際の勅令の制定は内閣の輔弼（行政各部の事務について責任を有する大臣による事実上の承認、大臣の副署）を要するという形式を採用していた。

### 予戒令の執行状況
| 執行月日 | 府県名   | 対象人数（人） |
| -------- | -------- | -------------- |
| 2月2日   | 山梨県   | 7              |
| 2月6日   | 石川県   | 20             |
| 2月6日   | 福島県   | 16             |
| 2月6日   | 奈良県   | 10             |
| 2月9日   | 新潟県   | 3              |
| 2月10日  | 茨城県   | 1              |
| 2月10日  | 鹿児島県 | 7              |
| 2月12日  | 京都府   | 13             |
| 2月13日  | 広島県   | 6              |
| 2月13日  | 長野県   | 8              |
| 2月14日  | 栃木県   | 2              |
| 計       | 11府県   | 93             |

#### 明治25年 第2回衆議院総選挙まで
1892年（明治25年）1月25日の予戒令の公布及び施行から同年2月15日に行われた第2回衆議院総選挙までの約3週間の間に、全国の11府県で予戒令が執行され、予戒命令を受けた人数は93人と推定されている。そのうち、選挙実施日までに民党の候補者および支援者が予戒令の適用を受ける事態が発生している。同年2月6日に福島県の自由党員16名、2月7日に石川県河北郡の民党の郡参事会員と村長、2月11日に茨城県の立憲改進党員1名が同令の適用を受けたと報道されている。

#### 明治25年-大正2年 予戒令廃止まで
予戒令の公布および施行日から廃止されるまでの約22年間に、46道府県で約2102名が予戒令による処罰を受けた。明治40年代後半から、予戒令の適用件数が減少し、その内容も選挙運動に係わる抗争から「人の信用を毀損する行為」や「他人の業務行為に干渉し金銭を要求する行為」の処罰へと軸足が移っている。
予戒令の適用事案は、第2回衆議院議員総選挙の期間後にも存在しており、特に明治30年代に予戒令適用の増加が見受けられる［表2-1］。その理由として、以下の点が挙げられている。

##### 地方制度の改正
1899年（明治32年）3月16日、大日本帝国憲法の地方制度を形成する「府県制」（明治23年5月17日法律第35号）の改正法である「府県制」（明治32年3月16日法律第64号）が公布された。改正された府県制では、府県内の市町村に居住し、かつ、市町村会議員の選挙権を有し、直接国税3円以上を納税する公民に対して、府県会議員の選挙権を有すると定められた。詳細は市制および府県制を参照
改正法の施行により、府県会議員は初めて住民の直接選挙によって選出されることになったが、1899年（明治32年）9月から10月に実施された府県会議員選挙では、複数県において地方官による選挙干渉が行われた。ただし、今回の選挙干渉の対象は、明治25年のように民党各派に限られず、県知事が支持する憲政党や自由派政党に利益供与を図り、敵対する他の政党に対し吏員や警官による選挙干渉を行ったとされている。
地方制度の改正に伴う府県会議員選挙の実施により、選挙運動が加熱し、その規模も以前の民党に限られた選挙干渉のそれと異なり、政党候補者および支持者による抗争が増大したため、予戒令の適用件数が増加したと推察される。
|                   | 明治25年 | 明治26年 | 明治27年 | 明治28年 | 明治29年 | 明治30年 | 明治31年 | 明治32年 | 明治33年 | 明治34年 | 明治35年 | 明治36年 |
| ----------------- | -------- | -------- | -------- | -------- | -------- | -------- | -------- | -------- | -------- | -------- | -------- | -------- |
| 北海道            | -        | -        | -        | -        | 8        | -        | -        | 5        | -        | 10       | 11       | 1        |
| 東北              | 28       | -        | -        | -        | -        | 1        | -        | 6        | 3        | -        | 40       | 61       |
| 関東 （東京除く） | 9        | 17       | 47       | 10       | 9        | 1        | -        | 4        | 15       | 55       | 69       | 29       |
| 東京府            | 102      | 78       | 55       | 49       | 25       | 30       | 11       | 18       | 10       | 43       | 36       | 36       |
| 北陸              | 40       | 2        | 1        | 1        | -        | 4        | 3        | -        | 1        | 6        | 8        | 29       |
| 甲信              | 17       | -        | 30       | -        | -        | -        | -        | 4        | -        | 1        | 14       | 3        |
| 東海              | -        | 7        | -        | -        | 5        | 2        | -        | 2        | 21       | 9        | 10       | 6        |
| 近畿              | 13       | -        | 4        | 14       | 5        | 4        | -        | 12       | 17       | 40       | 17       | 7        |
| 中国              | 7        | -        | -        | 1        | -        | -        | 2        | -        | -        | -        | 8        | 3        |
| 四国              | -        | -        | -        | -        | -        | -        | -        | -        | 1        | 11       | 2        | 9        |
| 九州              | 212      | 13       | 15       | 4        | 3        | -        | -        | 2        | 1        | 41       | 22       | 6        |
| 合計              | 428      | 117      | 152      | 79       | 55       | 42       | 16       | 53       | 69       | 216      | 237      | 198      |

|                  | 明治37年 | 明治38年 | 明治39年 | 明治40年 | 明治41年 | 明治42年 | 明治43年 | 明治44年 | 明治45年 | 大正元年 | 大正2年 | 地方別合計 |
| ---------------- | -------- | -------- | -------- | -------- | -------- | -------- | -------- | -------- | -------- | -------- | ------- | ---------- |
| 北海道           | 4        | 4        | 6        | -        | -        | -        | -        | -        | -        | -        | -       | 49         |
| 東北             | 16       | 6        | 11       | 12       | -        | 2        | 4        | -        | -        | -        | -       | 190        |
| 関東（東京除く） | 22       | 11       | 15       | 9        | 7        | 5        | -        | -        | -        | -        | -       | 334        |
| 東京府           | 29       | 7        | 2        | -        | 3        | 2        | -        | -        | -        | -        | -       | 536        |
| 北陸             | -        | 1        | 5        | 2        | -        | 1        | -        | -        | -        | -        | -       | 104        |
| 甲信             | 6        | 6        | 10       | 22       | 12       | -        | -        | -        | -        | -        | -       | 125        |
| 東海             | 1        | 7        | 1        | 1        | 4        | -        | -        | -        | -        | -        | -       | 69         |
| 近畿             | 8        | 9        | 3        | 12       | 8        | 8        | -        | -        | 5        | -        | -       | 193        |
| 中国             | 8        | 2        | -        | 6        | 4        | -        | 1        | -        | 8        | -        | -       | 50         |
| 四国             | 2        | 3        | 1        | -        | -        | -        | -        | -        | -        | -        | -       | 29         |
| 九州             | 10       | 4        | 9        | 9        | -        | -        | 1        | -        | 3        | -        | -       | 355        |
| 合計             | 107      | 69       | 78       | 88       | 42       | 18       | 6        | 0        | 16       | 1        | 15      | 2102       |

### 予戒令の廃止
予戒令の廃止の背景には、予戒令により規定された犯罪が他の治安立法等の法整備によって、その存在理由を失ったと考えられている。

予戒令の廃止の根拠となる「予戒令廃止ノ件」（大正3年1月20日勅令第4号）の勅令案が枢密院によって審査される際に、会議録が記録されている。
その記録によると、

| 「                                 | …然ルニ同令（引用者註:予戒令）実施以来治安警察法警察犯処罰令及行政執行法等ノ制定衆議院議員選挙法刑法等ノ改正アリテ… 将来必スシモ本令ヲ存置スルノ必要ヲ認メサルに至リタリ | 」 |
| —枢密院会議筆記 「予戒令廃止ノ件」 | |    |

と記載がある。
「治安警察法」（明治33年1月10日法律第36号）は1900年（明治33年）2月23日に、「行政執行法」（明治33年6月2日法律第84号）は同年6月2日に、「警察犯処罰令」（明治41年9月29日内務省令第16号）は1908年（明治41年）9月29日に制定された法令であり、これらの法令の条文には、予戒令のそれとの共通点がある。
浮浪徘徊に関する規定
予戒令第2条第1号「一定ノ期間内ニ適法ノ生業ヲ求メ之ニ従事スヘキコトヲ命ス」
警察犯処罰令第1条第3号「一定ノ住居又ハ生業無クシテ諸方ニ徘徊スル者ハ〔三十日以下ノ拘留ニ処ス〕」
業務妨害に関する規定
予戒令第2条第2号「総テ他人ノ開設スル集会ニ立入リ妨害ヲ為スヘカラサルヲ命ス」
治安警察法第12条「集会又ハ多衆運動ノ場合ニ於テ故（ことさ）ラニ喧騒シ又ハ狂暴ニ渉ル者アルトキハ警察官ハ之ヲ制止シ其ノ命ニ従ハサルトキハ現場ヨリ退去セシムルコトヲ得」
行政執行法第1条「…行政官庁ハ …暴行、闘争其ノ他公共ヲ害スルノ虞アル者ニ対シ之ヲ予防スル為〔必要ナル検束ヲ為スヲ得〕」
また、同引用文中の「衆議院議員選挙法刑法等ノ改正」とは、「衆議院議員選挙法」（明治22年2月11日法律第3号）の全面改正法である「衆議院議員選挙法」（明治33年3月29日法律第73号）と旧刑法の全面改正法である現行法の「刑法」（明治40年4月24日法律第45号）を指す。予戒令と該法令との比較は以下の通り。
脅迫行為に関する規定
予戒令第2条第3号「…財物ヲ強請シ不当ノ要求ヲ為シ強テ面会ヲ求メ脅迫ニ渉ル書面ヲ用ヒ勧告書ヲ送リ又ハ…暴威ヲ示シテ他人ノ進退意見ヲ変更セシメントシ其ノ他他人ノ業務行為ヲ妨害シ又ハ妨害セントスルノ所業ヲ為スヘカラサルコトヲ命ス」
刑法第222条「生命、身体、自由、名誉又ハ財産ニ対シ害ヲ加フ可キコトヲ以テ人ヲ脅迫シタル者ハ一年以下ノ懲役ニ処ス」
刑法第223条「生命、身体、自由、名誉又ハ財産ニ対シ害ヲ加フ可キコトヲ以テ脅迫シ又ハ暴行ヲ用ヒ人ヲシテ義務ナキ事ヲ行ハシメ又ハ行フ可キ権利ヲ妨害シタル者ハ三年以下ノ懲役ニ処ス」
衆議院議員選挙法第88条「左ノ各号ニ該当スル者ハ二月以上二年以下ノ軽禁錮ニ処シ五円以上百円以下ノ罰金ヲ附加ス」
- 第一号 選挙ニ関シ選挙人ニ暴行脅迫ヲ加ヘ若ハ之ヲ拐引シタル者
- 第二号 選挙人ニ対シ往来ノ便ヲ妨ケ又ハ詐偽ノ手段ヲ以テ選挙権ノ行使ヲ妨害シ若ハ投票ヲ為サシメタル者
- 第三号 選挙ニ関シ選挙人又ハ其ノ関係アル社寺、学校、会社、組合、市町村等ニ対スル用水、小作、債権、其ノ他利害ノ関係ヲ利用シ選挙人ヲ威遍シタル者

犯罪の共同行為に関する規定
予戒令第2条第4号「人ヲ使用シテ総テ他人ノ開設スル集会ヲ妨害シ又ハ妨害セントシ又ハ他人ノ業務行為ニ干渉シテ其ノ自由ヲ妨害シ又ハ妨害セントスルノ所業ヲ為サシメ…予戒命令ヲ受ケタル者ヲ扶助シ…使用スヘカラサルコトヲ命ス」
刑法第61条「人ヲ教唆シテ犯罪ヲ実行セシメタル者ハ正犯ニ準ス」
刑法第62条「正犯ヲ幇助シタル者ハ従犯トス」
刑法第63条「従犯ノ刑ハ正犯ノ刑ニ照シテ減刑ス」
複数個の改正法の中で、特に改正刑法においては、「脅迫の罪」（改正刑法第222条、223条・旧刑法第326-329条）の非親告罪化、「強要」の規定を新たに設けたほか、「信用及び業務に対する罪」（新刑法第233条、234条・旧刑法第267-272条）では、「業務」の範囲の拡大、信用を毀損する罪の新設する点が強調される。

## 内容
予戒令は、警視庁の長である警視総監、内務省北海道庁の長である北海道庁長官、府県知事が公共の安寧秩序を乱す行為を行った者に対して、「予戒命令」を発する権限を与えていた。

### 第一条 定義

#### 「公共ノ安寧秩序ヲ保持スル為」
予戒令が定める「公共の安寧秩序」を乱した者とは、
1. 「一定の生業を持たず平常から粗暴な言論を常とする者」
2. 「他人の開設した集会を妨害し、または妨害しようとする者」
3. 「脅迫して他人の財物を取得し、面会を強要し、暴威によって他人の意見を変更させ、その他、他人の業務行為に干渉し、その自由を妨害し、または妨害しようとする者」
4. 「『2.』『3.』の目的を達するために人を使用した者」

の4類型に定義される。

### 第二条 予戒命令の効力
そして、公共の安寧秩序を乱した者に対して発せられる「予戒命令」は、前述した違法行為に対する中止命令としての性格を有していた。

具体的には、「一定の期間を定め、適法な生業や業務に従事すること（同条第1号）」「集会の妨害行為に対する中止（同条第2号）」「他人の業務行為に対する干渉の中止（同条第3号）」を記載した予戒命令書が違反者に対して交付される手続きをとった。なお、「予戒命令を受けた者を扶助、使用する行為（同条第4号）」も罰則の対象とされていたが、予戒命令を受けた者とこれを扶助した者が親族関係にあったときは、扶助者を罰しないという例外規定があった。

### 第三条 予戒命令を受けた者の住居変更報告義務
予戒命令を受けた者が現在の住所を変更しようとする時は、転居の前24時間以内に、現住所を管轄する警察署に報告し、転居後24時間以内に新しい住所地を管轄する警察署に届出を行う義務を負わせた。

### 第四条 罰則
予戒命令を受けた日より3年以内にその命令に違反した者、または第三条の報告義務を怠った者に対して罰則が設けられ、拘留、禁錮などの自由刑のほか科料、罰金の財産刑が課せられた。詳細は以下の通り。

- 「一定の期間内に、適法な生業や業務に従事すること」を命じた予戒命令違反（第2条第1号違反）
3日以上10日以内の拘留、又は、1円以上1円95銭以下の科料
- 「他人の集会の妨害行為」の中止を命じた予戒命令違反（第2条第2号違反）
11日以上2月以内の重禁錮
- 「他人の業務等に対する干渉行為」の中止を命じた予戒命令違反（第2条第3号違反）
1月以上4月以下の重禁錮、ただし、公務に対する干渉行為であるときは刑期の4分の1を加算する
- 「第二条第二号から第三号の目的を達成するために人を扶助、使用する行為」の中止を命じた予戒命令違反（第2条第4号違反）
2月以上6月以下の重禁錮、又は、20円以上200円以下の罰金
- 「住居変更義務」に対する違反（第3条違反）
2円以上20円以下の罰金

### 第五条 予戒命令の効力要件
予戒命令がその効力を発するためには、以下の要件が要求されていた。
1. 予戒命令書の作成
2. 命令を受ける者の氏名・年齢・職業・本籍・住所等の記載の事実
3. 予戒令の適用条項の記載
4. 予戒命令書の交付の年月日、予戒命令権者の官名および氏名の記載
5. 命令を受ける者に通知し、かつ、その者が居住する地方において告示すること

### 第六条 予戒命令の解除
予戒命令を受けた日から1年を経過し、かつ、命令を受けた本人に改悛の状が認められるときには、予戒命令権者である警視総監、北海道庁長官、府県知事は予戒命令を解除することができる、と定められていた。

### 第七条 予戒命令を受けた者の同居人等の報告義務
予戒令では、予戒命令を受けた者を宿泊させ、または、同居させた者に、その事実を管轄する警察署に報告する義務を負わせていた。また、管轄する警察署が予戒命令に関する事項について、事実の申立てを要求した場合には、宿泊人または同居人はその事実を申し立てる義務も負っていた。

報告義務違反、不実の申立てを行った者に対しては罰則が設けられており、3円以上100円以下の罰金が課せられていた。

### 第八条 刑事罰執行地
予戒令に違反した者の処罰は、違反者の現在の住所地を管轄する監獄で執り行われていた。

### 第九条 施行期日
予戒令は発布の日より施行された。

### 書籍
- 亀卦川 浩 (1967) 『明治地方制度成立史』
- 警視庁 (1980) 『警視庁年表』（増補・改訂版） pp.46-47.
- 国立国会図書館蔵 「井上馨関係文書」第46冊（複製版） 予戒令廃止案ニ対スル意見
- 高橋雄豺 (1963) 『明治警察史研究』〔第3巻〕「明治25年の選挙干渉」 pp.239-258.
- 中原 秀典(1978). 「予戒令」小史 Ref.28(12)1978-12 国立国会図書館調査立法考査局 28, 24-35

### デジタルアーカイブス
- JACAR（アジア歴史資料センター） Ref.A03020122100、御署名原本・明治二十五年・勅令第十一号・予戒令（国立公文書館）
- JACAR（アジア歴史資料センター） Ref.A03020995200、御署名原本・大正三年・勅令第四号・予戒令廃止（国立公文書館）
- JACAR（アジア歴史資料センター） Ref.A03033093100、予戒令廃止ノ件（国立公文書館）
- JACAR（アジア歴史資料センター） Ref.A03033929600、予戒令（副本）（国立公文書館）
- 国立公文書館 デジタルアーカイブ 「治安警察法案貴族院ニ於テ否決ス」